# Serie B de Ecuador 2022
El Campeonato Ecuatoriano de Fútbol Serie B 2022, llamado oficialmente «LigaPro Betcris Serie B 2022» por motivos de patrocinio, fue la cuadragésima quinta (45.ª) edición de la Serie B del fútbol profesional ecuatoriano y la cuarta (4.ª) bajo la denominación de LigaPro. El torneo fue organizado por la Liga Profesional de Fútbol del Ecuador y entregó dos cupos a la Serie A de la siguiente temporada. Comenzó a disputarse el 15 de marzo y finalizó el 30 de octubre.
Los clubes Libertad Fútbol Club, de la provincia de Loja, e Imbabura Sporting Club de la provincia de Imbabura, fueron los planteles ascendidos para esta temporada. Mientras que Centro Deportivo Olmedo y Manta Fútbol Club descendieron de la Serie A.

## Sistema de juego
El sistema de juego del Campeonato Nacional Serie B 2022 fue el mismo con respecto a la temporada pasada, es decir estuvo compuesto de una sola fase regular o clasificatoria que fue aprobado por parte de LigaPro el 9 de febrero de 2021 durante el Consejo de Presidentes Extraordinario.
El Campeonato Ecuatoriano de Fútbol Serie B 2022, según lo establecido por la LigaPro, fue jugado por 10 equipos que se disputaron el ascenso en una fase clasificatoria formada por dos etapas. En total se jugaron 36 fechas que iniciaron en marzo.
La primera etapa se jugó todos contra todos (18 fechas).
La segunda etapa se jugó de igual manera que la primera todos contra todos (18 fechas).
Concluidas las 36 fechas del torneo los dos primeros de la tabla acumulada ascendieron a la Serie A de Ecuador de 2023. El primero de la tabla general fue proclamado el campeón, el segundo mejor ubicado fue declarado subcampeón.
Los equipos filiales no podían ser considerados para el ascenso, en caso de ubicarse en cualquier posición que implique el ascenso, su lugar lo tomó el equipo mejor ubicado en la tabla acumulada. Los dos últimos de la tabla acumulada después de disputar las 36 fechas perdieron la categoría y descendieron a Segunda Categoría en la temporada 2023.

### Criterios de desempate
El orden de clasificación de los equipos durante la fase de clasificación, se determinó en una tabla de cómputo general, de la siguiente manera:
- 1) Mayor cantidad de puntos.
- 2) Mayor diferencia de goles; en caso de igualdad;
- 3) Mayor cantidad de goles a favor; en caso de igualdad;
- 4) Mayor cantidad de goles convertidos en condición de visitante; en caso de igualdad;
- 5) Mejor performance en los partidos que se enfrentaron entre sí; en caso de igualdad;
- 6) Sorteo público.

## Relevo anual de clubes
| Pos. | Descendidos de la Serie A |
| ---- | ------------------------- |
| 15.ª | Manta                     |
| 16.ª | Olmedo                    |

| Pos. | Ascendidos de la Serie B |
| ---- | ------------------------ |
| 1.ª  | Cumbayá                  |
| 2.ª  | Gualaceo                 |

| Pos. | Descendidos de la Serie B |
| ---- | ------------------------- |
| 9.ª  | Atlético Porteño          |
| 10.ª | Liga de Portoviejo        |

| Pos. | Ascendidos de la Segunda Categoría |
| ---- | ---------------------------------- |
| 1.ª  | Libertad                           |
| 2.ª  | Imbabura                           |

## Equipos participantes
| Nombre del club                      | Ciudad        | Entrenador        | Estadio                    | Capacidad | Marca           | Patrocinador                                   |
| ------------------------------------ | ------------- | ----------------- | -------------------------- | --------- | --------------- | ---------------------------------------------- |
| Club Deportivo América de Quito      | Quito         | Samy Ariza        | Olímpico Atahualpa         | 38 258    | Boman           | —                                              |
| Club Atlético Santo Domingo          | Santo Domingo | Patricio Lara     | Etho Vega                  | 10 172    | Yeliyan         | Ver lista Constructora Wilson Erazo PipBowling |
| Búhos ULVR Fútbol Club               | Guayaquil     | Matías Rosa       | Modelo Alberto Spencer     | 42 000    | MB1             | Universidad Vicente Rocafuerte                 |
| Chacaritas Fútbol Club               | Pelileo       | Joel Vernaza      | Ciudad de Pelileo          | 8000      | Vaz Sport       | San Francisco COAC Ltda.                       |
| Club Deportivo El Nacional           | Quito         | Ever Hugo Almeida | Olímpico Atahualpa         | 38 258    | Lotto           | Ver lista ANDEC Banco General Rumiñahui        |
| Imbabura Sporting Club               | Ibarra        | Joel Armas        | Olímpico de Ibarra         | 17 300    | Ortiz Design    | Fábrica de Medias Gardenia                     |
| Club Deportivo Independiente Juniors | Sangolquí     | Miguel Bravo      | Banco Guayaquil            | 12 000    | Marathon Sports | Ver lista Chery Banco Guayaquil                |
| Libertad Fútbol Club                 | Loja          | Paúl Vélez        | Reina del Cisne            | 14 935    | Jasa Evolution  | Ver lista Banco de Loja Grand Aviation         |
| Manta Fútbol Club                    | Manta         | Fabián Frías      | Jocay                      | 22 000    | Astro           | Ver lista Atún Isabel BET593                   |
| Centro Deportivo Olmedo              | Riobamba      | Eduardo Favaro    | Fernando Guerrero Guerrero | 14 400    | Reusch          | Ver lista Fibra Telecom iDifferents            |

## Equipos por ubicación geográfica
| Provincia                      | N.º | Equipos                                                  |
| ------------------------------ | --- | -------------------------------------------------------- |
| Pichincha                      | 3   | - América de Quito - El Nacional - Independiente Juniors |
| Chimborazo                     | 1   | - Olmedo                                                 |
| Guayas                         | 1   | - Búhos ULVR                                             |
| Imbabura                       | 1   | - Imbabura                                               |
| Loja                           | 1   | - Libertad                                               |
| Manabí                         | 1   | - Manta                                                  |
| Santo Domingo de los Tsáchilas | 1   | - Atlético Santo Domingo                                 |
| Tungurahua                     | 1   | - Chacaritas                                             |

| Atlético Santo Domingo Chacaritas Independiente Jrs. Imbabura El Nacional América de Quito Búhos ULVR Libertad Manta Olmedo |

## Cambio de entrenadores
| Equipo                 | Pos. | Entrenador saliente   | Último partido                           | Fecha | Entrenador sucesor | Fecha debut | Ref.          |
| ---------------------- | ---- | --------------------- | ---------------------------------------- | ----- | ------------------ | ----------- | ------------- |
| Chacaritas             | 3    | Lorenzo Frutos        | Chacaritas 3 : 2 El Nacional             | 3.ª   | Juan Carlos Ávila  | 5.ª         | [ 8 ]         |
| Manta                  | 10   | Pablo Trobbiani       | Manta 0 : 3 Libertad                     | 5.ª   | Fabián Frías       | 7.ª         | [ 9 ] [ 10 ]  |
| Atlético Santo Domingo | 9    | Juan Carlos Caballero | Atlético Santo Domingo 1 : 2 Olmedo      | 9.ª   | Jairo Portilla     | 10.ª        | [ 11 ] [ 12 ] |
| Atlético Santo Domingo | 9    | Jairo Portilla        | El Nacional 2 : 0 Atlético Santo Domingo | 15.ª  | Patricio Lara      | 16.ª        | [ 13 ] [ 14 ] |
| Olmedo                 | 8    | Héctor González       | Atlético Santo Domingo 2 : 0 Olmedo      | 25.ª  | Omar Ledesma       | 26.ª        | [ 15 ]        |
| Olmedo                 | 8    | Omar Ledesma          | Independiente Juniors 1 : 0 Olmedo       | 27.ª  | Eduardo Favaro     | 28.ª        | [ 16 ] [ 17 ] |
| Libertad               | 4    | Nelson Tapia          | Atlético Santo Domingo 1 : 0 Libertad    | 28.ª  | Paúl Vélez         | 30.ª        | [ 18 ] [ 19 ] |
| Chacaritas             | 6    | Juan Carlos Ávila     | Olmedo 1 : 0 Chacaritas                  | 30.ª  | Joel Vernaza       | 31.ª        | [ 20 ]        |

## Primera etapa

### Clasificación
| Pos. | Equipo                 | Pts. | PJ | G | E | P | GF | GC | Dif. |
| ---- | ---------------------- | ---- | -- | - | - | - | -- | -- | ---- |
| 1    | América de Quito       | 29   | 18 | 8 | 5 | 5 | 24 | 15 | +9   |
| 2    | Chacaritas             | 29   | 18 | 8 | 5 | 5 | 18 | 16 | +2   |
| 3    | Libertad               | 29   | 18 | 8 | 5 | 5 | 20 | 19 | +1   |
| 4    | El Nacional            | 28   | 18 | 8 | 4 | 6 | 24 | 20 | +4   |
| 5    | Búhos ULVR             | 27   | 18 | 7 | 6 | 5 | 20 | 18 | +2   |
| 6    | Imbabura               | 24   | 18 | 7 | 3 | 8 | 28 | 24 | +4   |
| 7    | Olmedo                 | 22   | 18 | 5 | 7 | 6 | 17 | 22 | −5   |
| 8    | Independiente Juniors  | 20   | 18 | 5 | 5 | 8 | 11 | 17 | −6   |
| 9    | Manta                  | 20   | 18 | 5 | 5 | 8 | 13 | 21 | −8   |
| 10   | Atlético Santo Domingo | 16   | 18 | 3 | 7 | 8 | 13 | 16 | −3   |

 Fuente: LigaPro

### Evolución de la clasificación
| Equipo                 | 01 | 02 | 03 | 04 | 05 | 06 | 07 | 08 | 09 | 10 | 11 | 12 | 13 | 14 | 15 | 16 | 17 | 18 |
| ---------------------- | -- | -- | -- | -- | -- | -- | -- | -- | -- | -- | -- | -- | -- | -- | -- | -- | -- | -- |
| América de Quito       | 3  | 5  | 4  | 3  | 2  | 5  | 5  | 4  | 5  | 4  | 2  | 2  | 2  | 2  | 2  | 1  | 1  | 1  |
| Chacaritas             | 2  | 4  | 3  | 5  | 4  | 2  | 4  | 1  | 2  | 1  | 1  | 1  | 1  | 1  | 1  | 2  | 2  | 2  |
| Libertad               | 1  | 1  | 2  | 4  | 3  | 3  | 2  | 5  | 3  | 5  | 7  | 4  | 4  | 5  | 4  | 4  | 4  | 3  |
| El Nacional            | 5  | 6  | 8  | 6  | 7  | 6  | 6  | 6  | 6  | 8  | 8  | 8  | 5  | 3  | 3  | 3  | 5  | 4  |
| Búhos ULVR             | 9  | 10 | 7  | 9  | 6  | 8  | 9  | 8  | 8  | 7  | 6  | 6  | 7  | 6  | 7  | 5  | 3  | 5  |
| Imbabura               | 6  | 2  | 1  | 1  | 1  | 1  | 1  | 2  | 1  | 2  | 4  | 5  | 6  | 7  | 5  | 6  | 6  | 6  |
| Olmedo                 | 10 | 9  | 6  | 7  | 8  | 7  | 7  | 7  | 7  | 6  | 3  | 3  | 3  | 4  | 6  | 7  | 7  | 7  |
| Independiente Juniors  | 7  | 3  | 5  | 2  | 5  | 4  | 3  | 3  | 4  | 3  | 5  | 7  | 8  | 8  | 8  | 8  | 8  | 8  |
| Manta                  | 8  | 7  | 9  | 10 | 10 | 10 | 10 | 10 | 10 | 10 | 10 | 10 | 10 | 10 | 10 | 9  | 9  | 9  |
| Atlético Santo Domingo | 4  | 8  | 10 | 8  | 9  | 9  | 8  | 9  | 9  | 9  | 9  | 9  | 9  | 9  | 9  | 10 | 10 | 10 |

### Resultados
- Los horarios corresponden al huso horario de Ecuador: (UTC-5).

| Independiente Juniors | 0 - 0 | El Nacional            | Banco Guayaquil    | 15 de marzo | 15:30 | —     |
| América de Quito      | 0 - 0 | Atlético Santo Domingo | Olímpico Atahualpa | 15 de marzo | 19:00 | GolTV |
| Chacaritas            | 2 - 0 | Búhos ULVR             | Ciudad de Pelileo  | 16 de marzo | 15:00 | —     |
| Olmedo                | 0 - 2 | Libertad               | Fernando Guerrero  | 16 de marzo | 19:00 | GolTV |
| Imbabura              | 0 - 0 | Manta                  | Olímpico de Ibarra | 17 de marzo | 19:00 | GolTV |

| El Nacional            | 1 - 1 | Olmedo                | Olímpico Atahualpa     | 22 de marzo | 19:00 | GolTV |
| Atlético Santo Domingo | 0 - 1 | Independiente Juniors | Olímpico Tsáchila      | 23 de marzo | 15:00 | —     |
| Búhos ULVR             | 1 - 2 | Imbabura              | Modelo Alberto Spencer | 23 de marzo | 16:30 | GolTV |
| Manta                  | 1 - 1 | América de Quito      | Jocay                  | 23 de marzo | 19:00 | GolTV |
| Libertad               | 5 - 1 | Chacaritas            | Reina del Cisne        | 23 de marzo | 19:00 | —     |

| Olmedo           | 1 - 0 | Independiente Juniors  | Fernando Guerrero  | 26 de marzo | 18:00 | GolTV |
| Imbabura         | 2 - 0 | Atlético Santo Domingo | Olímpico de Ibarra | 26 de marzo | 19:00 | —     |
| Chacaritas       | 3 - 2 | El Nacional            | Ciudad de Pelileo  | 27 de marzo | 15:30 | GolTV |
| América de Quito | 4 - 0 | Libertad               | Olímpico Atahualpa | 27 de marzo | 16:00 | —     |
| Manta            | 0 - 1 | Búhos ULVR             | Jocay              | 27 de marzo | 18:00 | GolTV |

| El Nacional            | 2 - 1 | Búhos ULVR       | Olímpico Atahualpa | 30 de marzo | 19:00 | GolTV |
| Atlético Santo Domingo | 2 - 0 | Manta            | Olímpico Tsáchila  | 31 de marzo | 15:30 | —     |
| Olmedo                 | 1 - 1 | América de Quito | Fernando Guerrero  | 31 de marzo | 16:30 | GolTV |
| Independiente Juniors  | 1 - 0 | Chacaritas       | Olímpico Atahualpa | 31 de marzo | 19:00 | GolTV |
| Libertad               | 3 - 5 | Imbabura         | Reina del Cisne    | 31 de marzo | 19:30 | —     |

| Búhos ULVR       | 1 - 0 | Atlético Santo Domingo | Modelo Alberto Spencer | 5 de abril | 19:00 | GolTV |
| América de Quito | 2 - 0 | El Nacional            | Olímpico Atahualpa     | 6 de abril | 19:00 | GolTV |
| Imbabura         | 3 - 2 | Independiente Juniors  | Olímpico de Ibarra     | 6 de abril | 19:00 | —     |
| Chacaritas       | 1 - 0 | Olmedo                 | Ciudad de Pelileo      | 7 de abril | 15:00 | —     |
| Manta            | 0 - 3 | Libertad               | Jocay                  | 7 de abril | 19:00 | GolTV |

| El Nacional           | 1 - 0 | Manta                  | Olímpico Atahualpa | 12 de abril | 19:00 | GolTV |
| Chacaritas            | 2 - 1 | Imbabura               | Ciudad de Pelileo  | 13 de abril | 15:30 | —     |
| Olmedo                | 2 - 1 | Búhos ULVR             | Fernando Guerrero  | 13 de abril | 19:00 | GolTV |
| Independiente Juniors | 1 - 0 | América de Quito       | Banco Guayaquil    | 14 de abril | 19:00 | GolTV |
| Libertad              | 1 - 1 | Atlético Santo Domingo | Reina del Cisne    | 14 de abril | 19:30 | —     |

| América de Quito       | 1 - 1 | Chacaritas            | Olímpico Atahualpa     | 19 de abril | 14:00 | GolTV |
| Búhos ULVR             | 0 - 1 | Libertad              | Modelo Alberto Spencer | 19 de abril | 16:30 | GolTV |
| Manta                  | 0 - 2 | Independiente Juniors | Jocay                  | 20 de abril | 15:00 | —     |
| Atlético Santo Domingo | 1 - 1 | El Nacional           | Olímpico Tsáchila      | 20 de abril | 15:30 | —     |
| Imbabura               | 0 - 0 | Olmedo                | Olímpico de Ibarra     | 20 de abril | 19:00 | —     |

| Imbabura              | 1 - 2 | América de Quito       | Olímpico de Ibarra | 26 de abril | 19:00 | GolTV |
| Chacaritas            | 1 - 0 | Atlético Santo Domingo | Ciudad de Pelileo  | 27 de abril | 15:30 | —     |
| Olmedo                | 1 - 2 | Manta                  | Fernando Guerrero  | 27 de abril | 15:30 | —     |
| Independiente Juniors | 0 - 0 | Búhos ULVR             | Banco Guayaquil    | 27 de abril | 19:00 | GolTV |
| El Nacional           | 3 - 0 | Libertad               | Olímpico Atahualpa | 28 de abril | 19:00 | GolTV |

| El Nacional            | 2 - 4 | Imbabura              | Olímpico Atahualpa | 3 de mayo | 13:30 | —     |
| Búhos ULVR             | 3 - 2 | América de Quito      | Pablo Sandiford    | 3 de mayo | 15:00 | GolTV |
| Manta                  | 1 - 1 | Chacaritas            | Jocay              | 4 de mayo | 19:00 | GolTV |
| Atlético Santo Domingo | 1 - 2 | Olmedo                | Olímpico Tsáchila  | 5 de mayo | 15:00 | —     |
| Libertad               | 1 - 0 | Independiente Juniors | Reina del Cisne    | 5 de mayo | 19:00 | GolTV |

| Olmedo                | 2 - 1 | El Nacional            | Fernando Guerrero  | 10 de mayo | 19:00 | GolTV |
| Chacaritas            | 1 - 0 | Libertad               | Ciudad de Pelileo  | 11 de mayo | 14:30 | GolTV |
| América de Quito      | 1 - 0 | Manta                  | Olímpico Atahualpa | 11 de mayo | 15:30 | —     |
| Imbabura              | 0 - 1 | Búhos ULVR             | Olímpico de Ibarra | 11 de mayo | 19:30 | —     |
| Independiente Juniors | 1 - 0 | Atlético Santo Domingo | Banco Guayaquil    | 12 de mayo | 19:30 | GolTV |

| El Nacional            | 2 - 0 | Chacaritas       | Olímpico Atahualpa     | 17 de mayo | 19:00 | GolTV |
| Atlético Santo Domingo | 1 - 0 | Imbabura         | Olímpico Tsáchila      | 18 de mayo | 15:00 | —     |
| Búhos ULVR             | 2 - 0 | Manta            | Modelo Alberto Spencer | 18 de mayo | 19:00 | GolTV |
| Libertad               | 0 - 3 | América de Quito | Reina del Cisne        | 18 de mayo | 19:30 | —     |
| Independiente Juniors  | 0 - 1 | Olmedo           | Banco Guayaquil        | 19 de mayo | 19:00 | GolTV |

| Búhos ULVR       | 2 - 2 | El Nacional            | Modelo Alberto Spencer | 24 de mayo | 19:00 | GolTV |
| Chacaritas       | 2 - 0 | Independiente Juniors  | Ciudad de Pelileo      | 25 de mayo | 15:00 | —     |
| Imbabura         | 1 - 2 | Libertad               | Olímpico de Ibarra     | 25 de mayo | 19:00 | —     |
| Manta            | 2 - 1 | Atlético Santo Domingo | Jocay                  | 25 de mayo | 19:00 | GolTV |
| América de Quito | 0 - 0 | Olmedo                 | Olímpico Atahualpa     | 26 de mayo | 19:00 | GolTV |

| Independiente Juniors  | 1 - 1 | Imbabura         | Banco Guayaquil    | 31 de mayo | 19:00 | GolTV |
| Atlético Santo Domingo | 1 - 1 | Búhos ULVR       | Olímpico Tsáchila  | 1 de junio | 15:00 | —     |
| El Nacional            | 1 - 0 | América de Quito | Olímpico Atahualpa | 1 de junio | 19:00 | GolTV |
| Olmedo                 | 1 - 1 | Chacaritas       | Fernando Guerrero  | 2 de junio | 19:00 | GolTV |
| Libertad               | 0 - 0 | Manta            | Reina del Cisne    | 2 de junio | 19:00 | —     |

| Imbabura               | 0 - 2 | Chacaritas            | Olímpico de Ibarra     | 7 de junio | 19:00 | GolTV |
| Búhos ULVR             | 3 - 3 | Olmedo                | Modelo Alberto Spencer | 8 de junio | 15:30 | —     |
| Atlético Santo Domingo | 0 - 0 | Libertad              | Olímpico Tsáchila      | 8 de junio | 15:30 | —     |
| Manta                  | 0 - 1 | El Nacional           | Jocay                  | 8 de junio | 18:00 | GolTV |
| América de Quito       | 4 - 0 | Independiente Juniors | Olímpico Atahualpa     | 9 de junio | 19:00 | GolTV |

| El Nacional           | 2 - 0 | Atlético Santo Domingo | Olímpico Atahualpa | 5 de julio | 19:00 | GolTV |
| Chacaritas            | 0 - 1 | América de Quito       | Ciudad de Pelileo  | 6 de julio | 15:30 | —     |
| Independiente Juniors | 1 - 1 | Manta                  | Olímpico Atahualpa | 6 de julio | 19:00 | GolTV |
| Olmedo                | 0 - 4 | Imbabura               | Fernando Guerrero  | 7 de julio | 19:00 | GolTV |
| Libertad              | 0 - 0 | Búhos ULVR             | Reina del Cisne    | 7 de julio | 19:30 | —     |

| Búhos ULVR             | 1 - 0 | Independiente Juniors | Modelo Alberto Spencer | 12 de julio | 19:00 | GolTV |
| Manta                  | 2 - 1 | Olmedo                | Jocay                  | 13 de julio | 19:00 | GolTV |
| Atlético Santo Domingo | 0 - 0 | Chacaritas            | Olímpico Tsáchila      | 14 de julio | 15:30 | —     |
| América de Quito       | 1 - 0 | Imbabura              | Olímpico Atahualpa     | 14 de julio | 19:00 | GolTV |
| Libertad               | 1 - 0 | El Nacional           | Reina del Cisne        | 14 de julio | 19:30 | —     |

| América de Quito      | 1 - 2 | Búhos ULVR             | Olímpico Atahualpa | 19 de julio | 19:00 | GolTV |
| Chacaritas            | 0 - 1 | Manta                  | Ciudad de Pelileo  | 20 de julio | 15:00 | —     |
| Independiente Juniors | 0 - 0 | Libertad               | Banco Guayaquil    | 20 de julio | 19:00 | GolTV |
| Olmedo                | 1 - 1 | Atlético Santo Domingo | Fernando Guerrero  | 21 de julio | 19:00 | GolTV |
| Imbabura              | 2 - 1 | El Nacional            | Olímpico de Ibarra | 22 de julio | 19:00 | —     |

| Búhos ULVR             | 0 - 0 | Chacaritas            | Modelo Alberto Spencer | 26 de julio     | 19:00 | GolTV |
| Atlético Santo Domingo | 4 - 0 | América de Quito      | Olímpico Tsáchila      | 27 de julio     | 15:00 | —     |
| El Nacional            | 2 - 1 | Independiente Juniors | Olímpico Atahualpa     | 27 de julio     | 19:00 | GolTV |
| Libertad               | 1 - 0 | Olmedo                | Reina del Cisne        | 27 de julio     | 19:30 | —     |
| Manta                  | 3 - 2 | Imbabura              | Jocay                  | 3 de septiembre | 11:30 | GolTV |

## Segunda etapa

### Clasificación
| Pos. | Equipo                 | Pts. | PJ | G  | E  | P  | GF | GC | Dif. |
| ---- | ---------------------- | ---- | -- | -- | -- | -- | -- | -- | ---- |
| 1    | Independiente Juniors  | 36   | 18 | 10 | 6  | 2  | 33 | 16 | +17  |
| 2    | El Nacional            | 35   | 18 | 10 | 5  | 3  | 30 | 17 | +13  |
| 3    | Libertad               | 27   | 18 | 7  | 6  | 5  | 22 | 19 | +3   |
| 4    | América de Quito       | 25   | 18 | 5  | 10 | 3  | 17 | 16 | +1   |
| 5    | Atlético Santo Domingo | 23   | 18 | 6  | 5  | 7  | 18 | 20 | −2   |
| 6    | Imbabura               | 23   | 18 | 6  | 5  | 7  | 19 | 27 | −8   |
| 7    | Manta                  | 22   | 18 | 5  | 7  | 6  | 16 | 18 | −2   |
| 8    | Olmedo                 | 16   | 18 | 5  | 4  | 9  | 16 | 21 | −5   |
| 9    | Búhos ULVR             | 15   | 18 | 2  | 9  | 7  | 13 | 20 | −7   |
| 10   | Chacaritas             | 14   | 18 | 3  | 5  | 10 | 12 | 22 | −10  |

 Fuente: LigaPro
Notas:
1. ↑  Olmedo fue sancionado con la pérdida de tres puntos por no cancelar a tiempo valores pendientes de pago.[22]

### Evolución de la clasificación
| Equipo                 | 01 | 02 | 03 | 04 | 05 | 06 | 07 | 08 | 09 | 10 | 11 | 12 | 13 | 14 | 15 | 16 | 17 | 18 |
| ---------------------- | -- | -- | -- | -- | -- | -- | -- | -- | -- | -- | -- | -- | -- | -- | -- | -- | -- | -- |
| Independiente Juniors  | 1  | 1  | 1  | 1  | 1  | 1  | 1  | 1  | 1  | 1  | 1  | 1  | 1  | 1  | 1  | 1  | 1  | 1  |
| El Nacional            | 3  | 3  | 2  | 2  | 4  | 3  | 4  | 4  | 2  | 2  | 2  | 2  | 2  | 2  | 2  | 2  | 2  | 2  |
| Libertad               | 7  | 4  | 3  | 4  | 5  | 5  | 7  | 7  | 6  | 6  | 6  | 5  | 5  | 4  | 4  | 4  | 3  | 3  |
| América de Quito       | 10 | 10 | 9  | 10 | 10 | 7  | 5  | 5  | 4  | 5  | 3  | 3  | 4  | 3  | 3  | 3  | 4  | 4  |
| Atlético Santo Domingo | 4  | 5  | 8  | 7  | 3  | 6  | 3  | 3  | 3  | 3  | 4  | 6  | 7  | 6  | 6  | 7  | 6  | 5  |
| Imbabura               | 5  | 6  | 4  | 3  | 2  | 2  | 2  | 2  | 5  | 4  | 5  | 4  | 3  | 5  | 5  | 5  | 5  | 6  |
| Manta                  | 9  | 8  | 6  | 8  | 9  | 10 | 10 | 10 | 10 | 9  | 7  | 7  | 6  | 7  | 7  | 6  | 7  | 7  |
| Olmedo                 | 2  | 2  | 7  | 6  | 7  | 9  | 9  | 9  | 9  | 10 | 10 | 9  | 10 | 10 | 10 | 8  | 8  | 8  |
| Búhos ULVR             | 6  | 9  | 10 | 9  | 6  | 8  | 8  | 8  | 8  | 7  | 8  | 8  | 9  | 9  | 9  | 10 | 9  | 9  |
| Chacaritas             | 8  | 7  | 5  | 5  | 8  | 4  | 6  | 6  | 7  | 8  | 9  | 10 | 8  | 8  | 8  | 9  | 10 | 10 |

### Resultados
- Los horarios corresponden al huso horario de Ecuador: (UTC-5).

| Olmedo                 | 3 - 0 | Manta                 | Fernando Guerrero  | 30 de julio | 10:15 | GolTV |
| Imbabura               | 2 - 1 | Libertad              | Olímpico de Ibarra | 30 de julio | 12:30 | GolTV |
| América de Quito       | 0 - 4 | Independiente Juniors | Olímpico Atahualpa | 30 de julio | 15:30 | —     |
| Chacaritas             | 0 - 2 | El Nacional           | Ciudad de Pelileo  | 31 de julio | 11:30 | GolTV |
| Atlético Santo Domingo | 2 - 1 | Búhos ULVR            | Etho Vega          | 31 de julio | 15:00 | —     |

| Manta                 | 1 - 0 | América de Quito       | Jocay              | 2 de agosto     | 19:00 | GolTV |
| Chacaritas            | 1 - 0 | Imbabura               | Ciudad de Pelileo  | 3 de agosto     | 15:00 | —     |
| Independiente Juniors | 3 - 2 | Búhos ULVR             | Banco Guayaquil    | 3 de agosto     | 19:00 | GolTV |
| Libertad              | 2 - 1 | Atlético Santo Domingo | Reina del Cisne    | 4 de agosto     | 19:30 | —     |
| El Nacional           | 1 - 1 | Olmedo                 | Olímpico Atahualpa | 4 de septiembre | 11:30 | GolTV |

| Búhos ULVR             | 0 - 1 | El Nacional           | Modelo Alberto Spencer | 9 de agosto  | 19:00 | GolTV |
| Atlético Santo Domingo | 0 - 2 | Independiente Juniors | Etho Vega              | 10 de agosto | 15:00 | —     |
| Imbabura               | 0 - 0 | Manta                 | Olímpico de Ibarra     | 10 de agosto | 19:00 | GolTV |
| Olmedo                 | 0 - 2 | Libertad              | Fernando Guerrero      | 10 de agosto | 19:00 | —     |
| América de Quito       | 2 - 2 | Chacaritas            | Olímpico Atahualpa     | 11 de agosto | 19:00 | GolTV |

| El Nacional | 0 - 0 | Atlético Santo Domingo | Olímpico Atahualpa | 16 de agosto | 19:00 | GolTV |
| Chacaritas  | 0 - 0 | Olmedo                 | Ciudad de Pelileo  | 17 de agosto | 15:00 | —     |
| Imbabura    | 2 - 1 | América de Quito       | Olímpico de Ibarra | 17 de agosto | 19:00 | GolTV |
| Manta       | 1 - 2 | Independiente Juniors  | Jocay              | 18 de agosto | 19:00 | GolTV |
| Libertad    | 0 - 1 | Búhos ULVR             | Reina del Cisne    | 18 de agosto | 19:30 | —     |

| Independiente Juniors  | 4 - 1 | El Nacional | Banco Guayaquil        | 23 de agosto | 19:00 | GolTV |
| Olmedo                 | 2 - 2 | Imbabura    | Fernando Guerrero      | 24 de agosto | 15:00 | —     |
| Atlético Santo Domingo | 3 - 1 | Chacaritas  | Etho Vega              | 24 de agosto | 15:00 | —     |
| Búhos ULVR             | 2 - 1 | Manta       | Modelo Alberto Spencer | 24 de agosto | 19:00 | GolTV |
| América de Quito       | 2 - 1 | Libertad    | Olímpico Atahualpa     | 25 de agosto | 19:00 | GolTV |

| Chacaritas  | 1 - 0 | Búhos ULVR             | Ciudad de Pelileo  | 27 de agosto | 10:30 | GolTV |
| Imbabura    | 3 - 1 | Atlético Santo Domingo | Olímpico de Ibarra | 27 de agosto | 12:45 | GolTV |
| Olmedo      | 0 - 2 | América de Quito       | Fernando Guerrero  | 28 de agosto | 11:45 | GolTV |
| Libertad    | 2 - 2 | Independiente Juniors  | Reina del Cisne    | 28 de agosto | 15:30 | —     |
| El Nacional | 1 - 0 | Manta                  | Olímpico Atahualpa | 28 de agosto | 15:30 | —     |

| Búhos ULVR             | 2 - 2 | Imbabura         | Los Chirijos         | 30 de agosto    | 19:00 | GolTV |
| Atlético Santo Domingo | 2 - 0 | Olmedo           | Etho Vega            | 31 de agosto    | 15:00 | —     |
| Manta                  | 2 - 2 | Libertad         | Jocay                | 31 de agosto    | 15:00 | —     |
| Independiente Juniors  | 1 - 1 | Chacaritas       | Banco Guayaquil      | 31 de agosto    | 19:00 | GolTV |
| El Nacional            | 0 - 1 | América de Quito | Gonzalo Pozo Ripalda | 1 de septiembre | 19:00 | GolTV |

| América de Quito | 0 - 0 | Atlético Santo Domingo | Gonzalo Pozo Ripalda | 6 de septiembre | 19:00 | GolTV |
| Chacaritas       | 0 - 0 | Manta                  | Ciudad de Pelileo    | 7 de septiembre | 15:00 | —     |
| Olmedo           | 0 - 0 | Búhos ULVR             | Fernando Guerrero    | 8 de septiembre | 15:00 | GolTV |
| Imbabura         | 1 - 3 | Independiente Juniors  | Olímpico de Ibarra   | 8 de septiembre | 19:00 | GolTV |
| Libertad         | 1 - 1 | El Nacional            | Reina del Cisne      | 17 de octubre   | 16:30 | GolTV |

| El Nacional           | 5 - 0 | Imbabura               | Olímpico Atahualpa | 13 de septiembre | 19:00 | GolTV |
| Búhos ULVR            | 0 - 0 | América de Quito       | Los Chirijos       | 14 de septiembre | 19:00 | GolTV |
| Libertad              | 1 - 0 | Chacaritas             | Reina del Cisne    | 14 de septiembre | 19:30 | —     |
| Independiente Juniors | 1 - 0 | Olmedo                 | Banco Guayaquil    | 15 de septiembre | 15:00 | —     |
| Manta                 | 0 - 0 | Atlético Santo Domingo | Jocay              | 15 de septiembre | 19:00 | GolTV |

| Olmedo                 | 1 - 2 | El Nacional           | Fernando Guerrero  | 19 de septiembre | 15:00 | —     |
| Atlético Santo Domingo | 1 - 0 | Libertad              | Etho Vega          | 20 de septiembre | 15:00 | —     |
| Imbabura               | 1 - 0 | Chacaritas            | Olímpico de Ibarra | 20 de septiembre | 19:00 | GolTV |
| América de Quito       | 1 - 1 | Manta                 | Olímpico Atahualpa | 21 de septiembre | 19:00 | GolTV |
| Búhos ULVR             | 0 - 0 | Independiente Juniors | Los Chirijos       | 22 de septiembre | 19:00 | GolTV |

| Libertad              | 2 - 1 | Olmedo                 | Reina del Cisne   | 24 de septiembre | 12:00 | —     |
| Chacaritas            | 0 - 2 | América de Quito       | Ciudad de Pelileo | 24 de septiembre | 14:00 | GolTV |
| Independiente Juniors | 1 - 0 | Atlético Santo Domingo | Banco Guayaquil   | 25 de septiembre | 10:45 | GolTV |
| Manta                 | 1 - 0 | Imbabura               | Jocay             | 25 de septiembre | 12:00 | —     |
| El Nacional           | 3 - 1 | Búhos ULVR             | General Rumiñahui | 25 de septiembre | 13:00 | GolTV |

| Olmedo                 | 1 - 0 | Chacaritas  | Fernando Guerrero | 27 de septiembre | 19:00 | GolTV |
| Búhos ULVR             | 0 - 0 | Libertad    | Pablo Sandiford   | 28 de septiembre | 15:00 | —     |
| Atlético Santo Domingo | 1 - 2 | El Nacional | Etho Vega         | 28 de septiembre | 15:00 | —     |
| Independiente Juniors  | 2 - 2 | Manta       | Banco Guayaquil   | 28 de septiembre | 19:00 | GolTV |
| América de Quito       | 0 - 0 | Imbabura    | Bellavista        | 29 de septiembre | 19:00 | GolTV |

| El Nacional | 1 - 1 | Independiente Juniors  | General Rumiñahui  | 1 de octubre | 10:45 | GolTV |
| Manta       | 2 - 0 | Búhos ULVR             | Jocay              | 1 de octubre | 13:00 | GolTV |
| Imbabura    | 1 - 0 | Olmedo                 | Olímpico de Ibarra | 2 de octubre | 10:30 | GolTV |
| Libertad    | 1 - 1 | América de Quito       | Reina del Cisne    | 2 de octubre | 12:00 | —     |
| Chacaritas  | 3 - 0 | Atlético Santo Domingo | Bellavista         | 2 de octubre | 15:00 | —     |

| Manta                  | 0 - 1 | El Nacional | Jocay           | 4 de octubre | 19:00 | GolTV |
| Atlético Santo Domingo | 1 - 0 | Imbabura    | Etho Vega       | 5 de octubre | 15:00 | —     |
| Independiente Juniors  | 0 - 1 | Libertad    | Banco Guayaquil | 5 de octubre | 15:00 | —     |
| Búhos ULVR             | 1 - 1 | Chacaritas  | Los Chirijos    | 5 de octubre | 19:00 | GolTV |
| América de Quito       | 1 - 0 | Olmedo      | Bellavista      | 6 de octubre | 19:00 | GolTV |

| América de Quito | 1 - 1 | El Nacional            | Olímpico Atahualpa | 11 de octubre | 19:00 | GolTV |
| Chacaritas       | 0 - 1 | Independiente Juniors  | Bellavista         | 12 de octubre | 15:00 | —     |
| Olmedo           | 2 - 1 | Atlético Santo Domingo | Fernando Guerrero  | 12 de octubre | 19:00 | GolTV |
| Imbabura         | 1 - 1 | Búhos ULVR             | Olímpico de Ibarra | 13 de octubre | 19:00 | GolTV |
| Libertad         | 0 - 0 | Manta                  | Reina del Cisne    | 13 de octubre | 19:30 | —     |

| Independiente Juniors  | 4 - 1 | Imbabura         | Banco Guayaquil    | 18 de octubre | 19:00 | GolTV |
| Atlético Santo Domingo | 2 - 2 | América de Quito | Etho Vega          | 19 de octubre | 15:00 | —     |
| Manta                  | 3 - 1 | Chacaritas       | Jocay              | 19 de octubre | 15:00 | —     |
| Búhos ULVR             | 1 - 2 | Olmedo           | Los Chirijos       | 19 de octubre | 19:00 | GolTV |
| El Nacional            | 4 - 2 | Libertad         | Olímpico Atahualpa | 20 de octubre | 19:00 | GolTV |

| Olmedo                 | 2 - 1 | Independiente Juniors | Fernando Guerrero  | 25 de octubre | 15:30 | GolTV |
| América de Quito       | 0 - 0 | Búhos ULVR            | Olímpico Atahualpa | 25 de octubre | 15:30 | GolTV |
| Chacaritas             | 1 - 2 | Libertad              | Bellavista         | 25 de octubre | 15:30 | —     |
| Atlético Santo Domingo | 2 - 0 | Manta                 | Etho Vega          | 25 de octubre | 15:30 | —     |
| Imbabura               | 3 - 2 | El Nacional (C)       | Olímpico de Ibarra | 26 de octubre | 19:00 | GolTV |

| Manta                 | 2 - 1 | Olmedo                 | Jocay              | 30 de octubre | 13:00 | GolTV |
| Búhos ULVR            | 1 - 1 | Atlético Santo Domingo | Pablo Sandiford    | 30 de octubre | 13:00 | —     |
| Libertad              | 2 - 0 | Imbabura               | Reina del Cisne    | 30 de octubre | 15:30 | —     |
| Independiente Juniors | 1 - 1 | América de Quito       | Banco Guayaquil    | 30 de octubre | 15:30 | GolTV |
| El Nacional           | 2 - 0 | Chacaritas             | Olímpico Atahualpa | 30 de octubre | 18:00 | GolTV |

## Tabla acumulada

### Clasificación
| Pos. | Equipo                     | Pts. | PJ | G  | E  | P  | GF | GC | Dif. |  |
| ---- | -------------------------- | ---- | -- | -- | -- | -- | -- | -- | ---- |  |
| 1    | El Nacional (C, A)         | 63   | 36 | 18 | 9  | 9  | 54 | 37 | +17  |  |
| 2    | Independiente Juniors      | 56   | 36 | 15 | 11 | 10 | 44 | 33 | +11  |  |
| 3    | Libertad (A)               | 56   | 36 | 15 | 11 | 10 | 42 | 38 | +4   |  |
| 4    | América de Quito           | 54   | 36 | 13 | 15 | 8  | 41 | 31 | +10  |  |
| 5    | Imbabura                   | 47   | 36 | 13 | 8  | 15 | 47 | 51 | −4   |  |
| 6    | Chacaritas                 | 43   | 36 | 11 | 10 | 15 | 30 | 38 | −8   |  |
| 7    | Búhos ULVR                 | 42   | 36 | 9  | 15 | 12 | 33 | 38 | −5   |  |
| 8    | Manta                      | 42   | 36 | 10 | 12 | 14 | 29 | 39 | −10  |  |
| 9    | Atlético Santo Domingo (D) | 39   | 36 | 9  | 12 | 15 | 31 | 36 | −5   |  |
| 10   | Olmedo (D)                 | 38   | 36 | 10 | 11 | 15 | 33 | 43 | −10  |  |

 Fuente: LigaPro
Notas:
1. ↑  Los equipos filiales no fueron elegibles para el ascenso.
2. ↑  Olmedo fue sancionado con la pérdida de tres puntos por no cancelar a tiempo valores pendientes de pago.[22]

|  | Ascendidos a la Serie A 2023.            |
|  | Descendidos a la Segunda Categoría 2023. |

### Evolución de la clasificación general
| Equipo                 | 19 | 20 | 21 | 22 | 23 | 24 | 25 | 26 | 27 | 28 | 29 | 30 | 31 | 32 | 33 | 34 | 35 | 36 |
| ---------------------- | -- | -- | -- | -- | -- | -- | -- | -- | -- | -- | -- | -- | -- | -- | -- | -- | -- | -- |
| El Nacional            | 1  | 3  | 2  | 1  | 2  | 1  | 2  | 3  | 2  | 1  | 1  | 1  | 1  | 1  | 1  | 1  | 1  | 1  |
| Independiente Juniors  | 8  | 7  | 5  | 4  | 1  | 4  | 4  | 1  | 1  | 2  | 2  | 2  | 2  | 3  | 2  | 2  | 2  | 2  |
| Libertad               | 3  | 1  | 1  | 2  | 3  | 5  | 5  | 5  | 4  | 4  | 4  | 4  | 4  | 4  | 4  | 4  | 4  | 3  |
| América de Quito       | 2  | 4  | 4  | 6  | 5  | 3  | 1  | 2  | 3  | 3  | 3  | 3  | 3  | 2  | 3  | 3  | 3  | 4  |
| Imbabura               | 5  | 6  | 6  | 5  | 7  | 6  | 6  | 6  | 6  | 5  | 5  | 5  | 5  | 5  | 5  | 5  | 5  | 5  |
| Chacaritas             | 4  | 2  | 3  | 3  | 4  | 2  | 3  | 4  | 5  | 6  | 6  | 6  | 6  | 6  | 6  | 6  | 6  | 6  |
| Búhos ULVR             | 6  | 6  | 7  | 7  | 6  | 7  | 7  | 7  | 7  | 7  | 7  | 7  | 7  | 7  | 7  | 7  | 7  | 7  |
| Manta                  | 10 | 9  | 9  | 9  | 10 | 10 | 10 | 10 | 10 | 10 | 9  | 9  | 8  | 8  | 8  | 8  | 8  | 8  |
| Atlético Santo Domingo | 9  | 10 | 10 | 10 | 9  | 9  | 9  | 9  | 9  | 8  | 8  | 10 | 10 | 9  | 10 | 10 | 9  | 9  |
| Olmedo                 | 7  | 8  | 8  | 8  | 8  | 8  | 8  | 8  | 8  | 9  | 10 | 8  | 9  | 10 | 9  | 9  | 10 | 10 |

### Tabla de resultados cruzados
| Local \ Visitante      | AME | ASD | CHA | NAC | BUH | IMB | IJR | LIB | MAN | OLM |
| ---------------------- | --- | --- | --- | --- | --- | --- | --- | --- | --- | --- |
| América de Quito       | —   | 0–0 | 1–1 | 2–0 | 1–2 | 1–0 | 4–0 | 4–0 | 1–0 | 0–0 |
| Atlético Santo Domingo | 4–0 | —   | 0–0 | 1–1 | 1–1 | 1–0 | 0–1 | 0–0 | 2–0 | 1–2 |
| Chacaritas             | 0–1 | 1–0 | —   | 3–2 | 2–0 | 2–1 | 2–0 | 1–0 | 0–1 | 1–0 |
| El Nacional            | 1–0 | 2–0 | 2–0 | —   | 2–1 | 2–4 | 2–1 | 3–0 | 1–0 | 1–1 |
| Búhos ULVR             | 3–2 | 1–0 | 0–0 | 2–2 | —   | 1–2 | 1–0 | 0–1 | 2–0 | 3–3 |
| Imbabura               | 1–2 | 2–0 | 0–2 | 2–1 | 0–1 | —   | 3–2 | 1–2 | 0–0 | 0–0 |
| Independiente Juniors  | 1–0 | 1–0 | 1–0 | 0–0 | 0–0 | 1–1 | —   | 0–0 | 1–1 | 0–1 |
| Libertad               | 0–3 | 1–1 | 5–1 | 1–0 | 0–0 | 3–5 | 1–0 | —   | 0–0 | 1–0 |
| Manta                  | 1–1 | 2–1 | 1–1 | 0–1 | 0–1 | 3–2 | 0–2 | 0–3 | —   | 2–1 |
| Olmedo                 | 1–1 | 1–1 | 1–1 | 2–1 | 2–1 | 0–4 | 1–0 | 0–2 | 1–2 | —   |

| Local \ Visitante      | AME | ASD | CHA | NAC | BUH | IMB | IJR | LIB | MAN | OLM |
| ---------------------- | --- | --- | --- | --- | --- | --- | --- | --- | --- | --- |
| América de Quito       | —   | 0–0 | 2–2 | 1–1 | 0–0 | 0–0 | 0–4 | 2–1 | 1–1 | 1–0 |
| Atlético Santo Domingo | 2–2 | —   | 3–1 | 1–2 | 2–1 | 1–0 | 0–2 | 1–0 | 2–0 | 2–0 |
| Chacaritas             | 0–2 | 3–0 | —   | 0–2 | 1–0 | 1–0 | 0–1 | 1–2 | 0–0 | 0–0 |
| El Nacional            | 0–1 | 0–0 | 2–0 | —   | 3–1 | 5–0 | 1–1 | 4–2 | 1–0 | 1–1 |
| Búhos ULVR             | 0–0 | 1–1 | 1–1 | 0–1 | —   | 2–2 | 0–0 | 0–0 | 2–1 | 1–2 |
| Imbabura               | 2–1 | 3–1 | 1–0 | 3–2 | 1–1 | —   | 1–3 | 2–1 | 0–0 | 1–0 |
| Independiente Juniors  | 1–1 | 1–0 | 1–1 | 4–1 | 3–2 | 4–1 | —   | 0–1 | 2–2 | 1–0 |
| Libertad               | 1–1 | 2–1 | 1–0 | 1–1 | 0–1 | 2–0 | 2–2 | —   | 0–0 | 2–1 |
| Manta                  | 1–0 | 0–0 | 3–1 | 0–1 | 2–0 | 1–0 | 1–2 | 2–2 | —   | 2–1 |
| Olmedo                 | 0–2 | 2–1 | 1–0 | 1–2 | 0–0 | 2–2 | 2–1 | 0–2 | 3–0 | —   |

### Campeón
|                                              |
| El Nacional 2.° título Ascendió a la Serie A |
| También ascendió Libertad Fútbol Club.       |

## Goleadores
- Actualizado el 30 de octubre de 2022.

| Jugador              | Equipo                |    | PJ | Promedio | Penalti |
| -------------------- | --------------------- | -- | -- | -------- | ------- |
| 1. Ronie Carrillo    | El Nacional           | 16 | 12 | 1.33     | 3       |
| 2. Alejandro Tobar   | Imbabura              | 11 | 9  | 1.22     | 2       |
| 3. Bryan Rodríguez   | Libertad              | 11 | 10 | 1.10     | 1       |
| 4. Kevin Hoyos       | América de Quito      | 11 | 11 | 1.00     | 6       |
| 5. Mario Barrionuevo | Búhos ULVR            | 10 | 8  | 1.25     | 2       |
| 6. Ángel Ledesma     | Manta                 | 10 | 8  | 1.25     | 1       |
| 7. Kevin Rodríguez   | Imbabura              | 10 | 8  | 1.25     | 0       |
| 8. Marco Posligua    | Olmedo                | 9  | 8  | 1.13     | 3       |
| 9. Damián Villalba   | Manta                 | 9  | 8  | 1.13     | 4       |
| 10. José Lugo        | Independiente Juniors | 9  | 10 | 0.90     | 2       |

### Tripletes, pokers o más
- Actualizado el 25 de septiembre de 2022.

| Fecha     | Jugador        | Goles           | Local       | Resultado | Visitante  |
| --------- | -------------- | --------------- | ----------- | --------- | ---------- |
| 25/9/2022 | Ronie Carrillo | 42' · 53' · 84' | El Nacional | 3 - 1     | Búhos ULVR |

### Autogoles
- Actualizado en 25 de agosto de 2022.

| Fecha     | Jugador          | Autogoles | Local                  | Resultado | Visitante        |
| --------- | ---------------- | --------- | ---------------------- | --------- | ---------------- |
| 27/3/2022 | Geancarlos Zumba | 68'       | Chacaritas             | 3 - 2     | El Nacional      |
| 7/7/2022  | Rommel Cabezas   | 30'       | Olmedo                 | 0 - 4     | Imbabura         |
| 27/7/2022 | Santiago Cadena  | 39'       | Atlético Santo Domingo | 4 - 0     | América de Quito |
| 31/7/2022 | Luis Angulo      | 64'       | Atlético Santo Domingo | 2 - 1     | Búhos ULVR       |
| 25/8/2022 | Cristian Enciso  | 90+1'     | América de Quito       | 2 - 1     | Libertad         |